# Islandmohn
Der Islandmohn (Papaver nudicaule), auch Nacktstängeliger Mohn genannt, ist eine Pflanzenart aus der Gattung Mohn (Papaver) innerhalb der Familie der Mohngewächse (Papaveraceae). Diese in den subarktischen Gebieten beheimatete Mohn-Art blüht, je nach Unterart, in den Farben hellgelb, weiß und orangengelb bis rot. Als Zierpflanze gibt es Sorten nicht nur in den natürlichen Farben und Formen, sondern als Züchtungen in diversen Variationen.

## Beschreibung

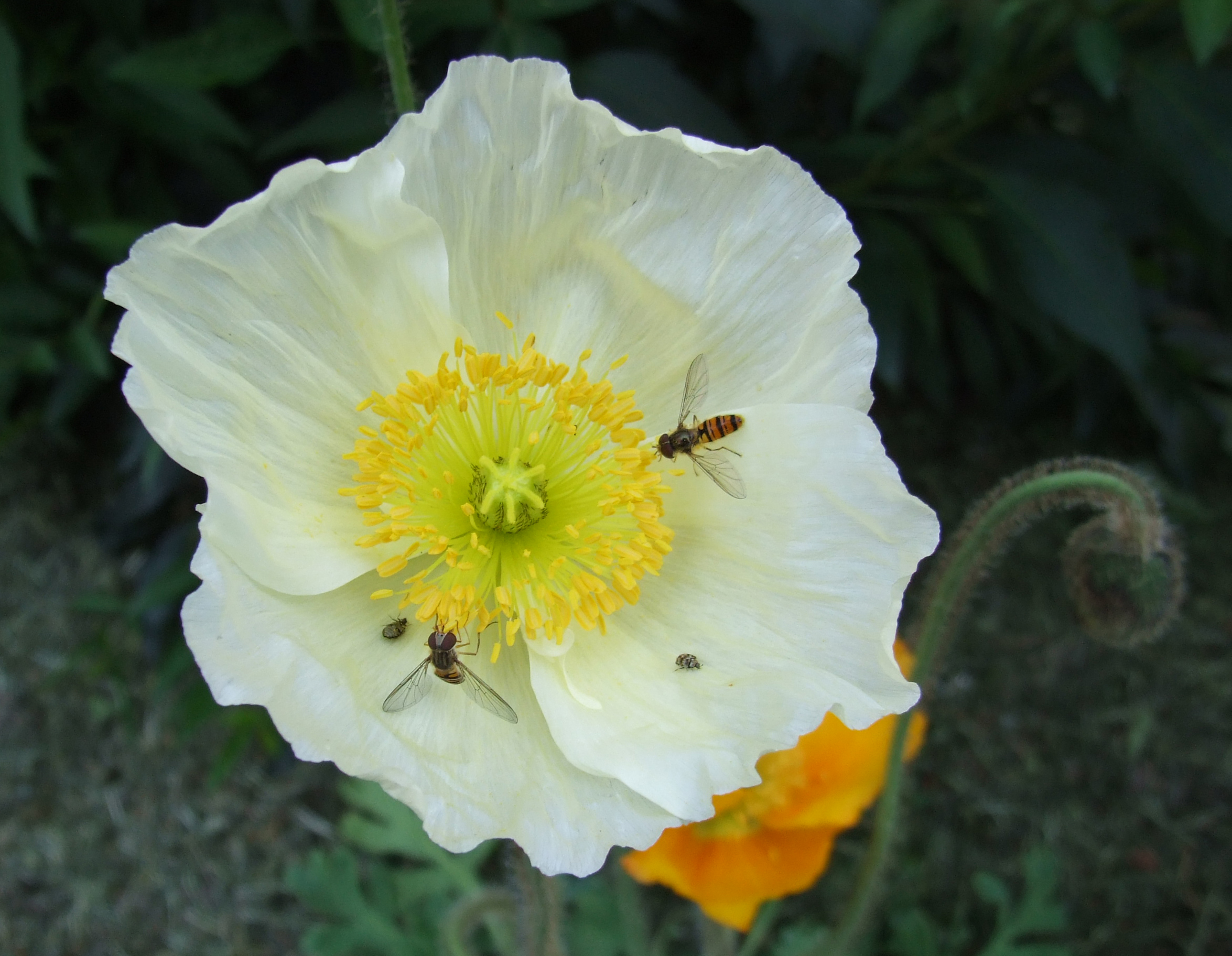
Blüte mit Besuchern: zwei Schwebfliegen und zwei Kleinstkäfer

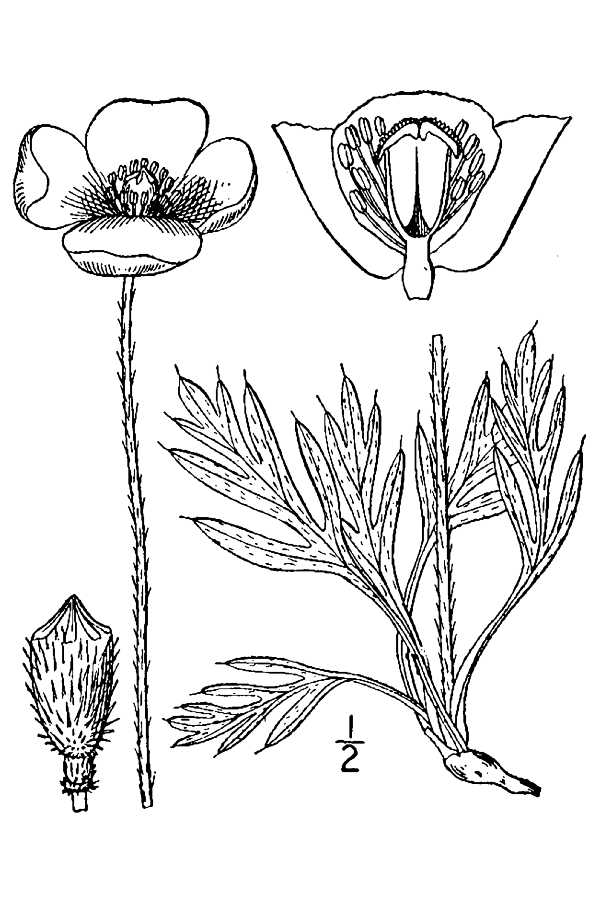
Illustration

### Vegetative Merkmale
Der Island-Mohn wächst als einjährige bis ausdauernde krautige Pflanze und erreicht je nach Klima Wuchshöhen von 10 bis 50 Zentimetern. Die grundständigen fiederschnittigen Laubblätter sind bis zu 20 Zentimeter lang, bläulich grün und gräulich behaart und besitzen mehrere dreilappige Segmente.

### Generative Merkmale
Die Blütezeit reicht von Mai bis August in den Gemäßigten Breiten April bis September. Auf den blattlosen (daher der Name „nacktstängelig“) Blütenstandsschäften befinden sich die nach unten geneigten Blütenknospen. Die Knospen sind grau oder braun behaart und haben einen Durchmesser von 1 bis 2 Zentimetern. Während der Anthese sind die Blüten aufrecht.
Die zwittrige Blüte ist mit einem Durchmesser von 1,5 bis 6 Zentimetern radiärsymmetrisch. Die zwei Kelchblätter fallen ab während die Blüte sich öffnet. Um den Fruchtknoten herum sitzen dicht die vielen Staubblätter mit dem gelben Staubbeutel. Der oberständigen Fruchtknoten ist oben mit meist acht Strahlen versehen.
Die Porenkapsel ist länglich, keulenförmig und enthält viele Samen.

### Chromosomensatz
Die Chromosomenzahl beträgt 2n = 14, 28 oder 42.

## Ökologie
Die Bestäubung erfolgt durch Insekten oder durch Selbstbestäubung. Aus den Öffnungen unter dem Deckel der Porenkapsel entweichen die sehr kleinen Samen, wenn die oberirdischen Pflanzenteile im Wind schwanken. Die Ausbreitung der Samen geschieht durch den Wind, über Anemochorie (Windausbreitung).

## Vorkommen
Für den Islandmohn gibt es Fundortangaben für das Altai-Gebirge, Ost-Sibirien, Kasachstan, die Mongolei, das nordwestliche Kanada und Alaska. Er wächst auf Geröll, Bergwiesen und Moränen von Gletschern in Höhenlagen von 300 bis 2500 Metern.

## Systematik
Die Erstveröffentlichung von Papaver nudicaule erfolgte 1753 durch Carl von Linné in Species Plantarum Tomus I, S. 507.
Je nach Autor gibt es von Papaver nudicaule etwa zwei Unterarten:
- - Papaver nudicaule subsp. americanum Rändel ex D.F.Murray
  - Papaver nudicaule L. subsp. nudicaule (Syn.: Papaver nudicaule L. var. nudicaule)

## Verwendung
Da die Zuchtformen des Islandmohns in verschiedenen Farben blühen, wird er in den Gemäßigten Gebieten als Zierpflanze in Parks und Gärten genutzt. Er mag Sonne, als Pflanzenart des Nordens aber keine große Hitze. An sonnigen bis halbschattigen Standorten mit durchlässigen Sand- oder Lehmböden, die nicht zu feucht sind, lässt er sich kultivieren. Der Island-Mohn wächst auf sauren oder neutralen bis alkalischen Böden. Bei mäßigen Temperaturen erträgt er sonnige sonst eher halb-schattige, trockene bis feuchte Standorte, die aber nicht ständig nass sein dürfen.

## Inhaltsstoffe
Der Milchsaft der Kapselfrucht enthält giftige Isochinolin-Alkaloide, unter anderem das Amuronin und Chelidonin. Medizinisch wird der Islandmohn kaum noch genutzt. In früherer Zeit wurden die schmackhaften Blätter gekocht und als Vitamin-C-Quelle genutzt um Skorbut zu vermeiden. Für die Herstellung von Betäubungsmitteln und insbesondere für die Herstellung von Opium hat sie keine Bedeutung.

## Genetik des Islandmohns
Die kultivierten Formen des Papaver nudicaule wurden genetisch untersucht, unter anderem auch im Hinblick auf die Blütenfarbe. Man fand heraus, dass die weiße Blütenfarbe dominant ist in Bezug zur gelben Blütenfarbe. Andere Farben, wie etwa sandfarben und orange, sind rezessiv.